# Schlalacher Mühlengraben
Der Schlalacher Mühlengraben ist ein etwa 12,2 Kilometer langer rechter Zufluss des Brück-Neuendorfer Kanals in Brandenburg, westlich der Stadt Treuenbrietzen. Er ist Teil des Naturparks Nuthe-Nieplitz.

## Verlauf
Der Schlalacher Mühlengraben entspringt im äußersten Südwesten des Naturparks Nuthe-Nieplitz am Übergang des Glogau-Baruther Urstromtals in den Fläming sowie die Zauche, etwa einen Kilometer südlich des Dorfes Nichel. Von dort aus unterquert der Schlalacher Mühlengraben die Landesstraße 85, unmittelbar danach mündet von links ein ebenfalls als Mühlengraben bezeichnetes Fließ in den Schlalacher Mühlengraben. Von Nichel aus fließt der Schlalacher Mühlengraben durch das Gebiet der Nicheler Wiesen und durchquert das Dorf Schlalach, wo es parallel zu der Straße Weg zur Mühle verläuft. Dort befindet sich eine Wassermühle, die bereits im Jahr 1375 im Landbuch Karls IV. erstmals erwähnt wurde und der Papierherstellung diente. Der Betrieb wurde 1974 eingestellt, die Gebäude sind jedoch noch erhalten.
Am Ende der Straße verläuft der Schlalacher Mühlengraben zunächst parallel zur Gemarkungsgrenze von Schlalach und schließlich auf der Gemarkung von Brachwitz durch die Neuen Wiesen, auf dem Weg wird er durch mehrere unbenannte Verbindungsgräben entwässert. Nach einer Gesamtlänge von 12,2 Kilometern mündet der Schlalacher Mühlengraben in den Brück-Neuendorfer Kanal, an dieser Stelle bildet der Schlalacher Mühlengraben die Gemarkungsgrenze zwischen Alt Bork und Brachwitz und somit gleichzeitig die Gemeindegrenze zwischen Linthe und Treuenbrietzen. Der der Mündung am nächsten gelegene Ort ist Birkhorst, eine zur Stadt Beelitz gehörende Siedlung.
Die Gemeinde Mühlenfließ, durch die der größte Teil des Schlalacher Mühlengrabens fließt, ist nach dem Fluss benannt.